# Euphoria (Enrique Iglesias-album)
Az Euphoria a spanyol énekes-dalszerző Enrique Iglesias kilencedik nagylemeze. Az album kiadója a Universal Republic és a Universal Music Latino stúdió. Megjelenésére 2010. július 2-án került sor, az Amerikai Egyesült Államokban július 6-án került sor, a felvételeket 2009 és 2010 között vették fel. Az albumban vendégelőadók Akon, Usher, Juan Luis Guerra, Pitbull, Nicole Scherzinger, Wisin & Yandel, Ludacris és Lil Wayne. Stílusa pop, latin pop, R&B.
Az albumon összesen tizenhárom szám szerepel, ebből hét egyéni, és hat valaki közreműködésével. A hat egyéni dal közül három spanyol, és az összes többi angol. Az album első kislemeze a Cuando me enamoro, ami az első helyezés lett a Hot Latin Songs listán, a második kislemez az I Like It Pitbullal közösen, ami pedig a Billboard Hot 100 első helyezettje lett. Az album az első  két kislemez után a Billboard 200 első helyén szerepelhetett, és ekkor már 27 ezer példányszámban kelt el világszerte. Az ezeket követő kislemezek, a Nicole Scherzingerel közösen a Heartbeat, a No me digas que no Wisin & Yandelel, a Tonight (I'm Lovin' You) Ludacris és DJ Frank E közreműködésével, majd a Dirty Dancer Usherel és Lil Waynel közösen, majd megint csak Pitbullal az I Like How It Feels.
Az album mára több mint 4 millió példányszámban kelt el világszerte, de ebből kb. 1 millió csak az Egyesült Királyságban.

## Dallista
1. I Like It (ft Pitbull)
2. One Day at a Time (ft Akon)
3. Heartbeat (ft Nicole Scherzinger)
4. Dirty Dancer (ft Usher & Lil Wayne)
5. Why Not Me?
6. No me digas que no (ft Wisin & Yandel)
7. Ayer
8. Cuando Me Enamoro (ft Juan Luis Guerra)
9. Dile que
10. Tú y yo
11. Heartbreaker
12. Coming Home
13. No me digas que no

### Bónusz dalok
1. Tonight (I'm Lovin' You) (ft Ludacris & DJ Frank E)
2. I Like How It Feels (ft Pitbull)

## Helyezések
|            | Ország (Chart)                              | Csúcs helyezés |
| ---------- | ------------------------------------------- | -------------- |
| Ausztrália | Ausztrália (Australian Albums Chart)        | 6              |
| Belgium    | Belgium (Belgian Album Chart)               | 7              |
| Belgium    | Belgium (Belgian Albums Chart)              | 11             |
| Kanada     | Kanada (Canadian Albums Chart)              | 12             |
| Dán        | Dánia (Danish Albums Chart)                 | 12             |
| Holland    | Hollandia (Dutch Albums Chart)              | 5              |
| EU         | Európa (European Top 100 Albums)            | 5              |
| Finn       | Finnország (Finnish Albums Chart)           | 11             |
| Francia    | Franciaország (French Albums Chart)         | 10             |
| Német      | Németország (German Albums Chart)           | 87             |
| Görög      | Görögország (Greece Top 75 Albums)          | 3              |
| Ír         | Írország (Irish Albums Chart)               | 10             |
| Olasz      | Olaszország (Italian Albums Chart)          | 55             |
| Mexikó     | Mexikó (Mexican Albums Chart)               | 1              |
| Mexikó     | Mexikó (Mexican International Chart Albums) | 1              |
| Lengyel    | Lengyelország (Polish Albums Chart)         | 23             |
| Orosz      | Oroszország(Russian Albums Chart)           | 6              |
| Spanyol    | Spanyolország (Spanish Albums Chart)        | 1              |
| Svéd       | Svédország (Swedish Albums Chart)           | 52             |
| Svájc      | Svájc (Swiss Music Charts)                  | 4              |
| Skót       | Skócia (Scottish Albums Chart)              | 6              |
| UK         | Egyesült Királyság (UK Albums Chart)        | 6              |
| USA        | USA (Top Latin Albums)                      | 1              |
| USA        | USA (Billboard 200)                         | 10             |

## Fordítás
- Ez a szócikk részben vagy egészben  az   Euphoria (Enrique Iglesias album) című angol Wikipédia-szócikk fordításán alapul.  Az eredeti cikk szerkesztőit annak laptörténete sorolja fel. Ez a jelzés csupán a megfogalmazás eredetét és a szerzői jogokat jelzi, nem szolgál a cikkben szereplő információk forrásmegjelöléseként.